# Maytas Geschichte
Maytas Geschichte (spanisch Historia de Mayta) ist ein Roman des peruanischen Literatur-Nobelpreisträgers Mario Vargas Llosa aus dem Jahr 1984.
Im Mittelpunkt des Romans steht die fragmentarische Biographie des ziemlich unbekannten peruanischen Trotzkisten Alejandro Mayta Avendaño, die im März 1958 ihren Höhepunkt in seiner Beteiligung an einer gescheiterten Erhebung zusammen mit einer Handvoll Aufständischer in Jauja im Departement Junín kulminiert. Der Roman könnte als Satire auf einen misslungenen Aufstandsversuch gelesen werden. Er muss jedoch als Entwicklungsroman einer fiktiven Person verstanden werden, dessen politische Überzeugung nicht an einer konkreten Niederlage seines politischen Kampfes oder seiner individuellen Unfähigkeit zerbricht, sondern beispielhaft zum Opfer der kollektiven Unfähigkeit des gesamten politischen Parteiensystems wird und der im Grau des Alltags schließlich aufgerieben wird. Nicht die Unterschiede einzelner Parteien, Gruppen, Splittergrüppchen und Gewerkschaften stehen im Mittelpunkt, sondern die Unfähigkeit einer Gesellschaft zu politischem Dialog über ideologische Grenzen hinweg, die bleibende Zerstörung und Entwicklungshemmung nach Auffassung des Autors hinterlässt. Die Gewaltbereitschaft der peruanischen Gesellschaft anstelle des politischen Dialogs verhindert neben den internationalen Machtverhältnissen wirtschaftliche und gesellschaftliche Entwicklung.

## Form
Zwei Tempi – die Gegenwart und die Vergangenheit – verweisen auf zwei Erzählebenen. In der Gegenwart – das ist im Jahr 1983 – teilt der Ich-Erzähler die Nachforschungen über seinen fiktionalen Mitschüler Mayta mit. In der 25 Jahre zurückliegenden Vergangenheit, also 1958, kommt Mayta zu Wort. Die Textverständlichkeit wird durch den fortwährenden unvermittelten Ebenenwechsel in manchen Kapiteln (siehe zum Beispiel 4. Kapitel) stark erschwert. Der Leser findet am jeweiligen Tempus einigermaßen Halt. Vargas Llosa bedient sich seit den 1970er Jahren einer fragmentarischen Erzähltechnik, die bewusst verschiedene Erzählstränge ineinander verwebt; Personen erhalten zu unterschiedlichen Zeiten unterschiedliche Namen.
Die Befragung eines Zeitzeugen durch den Ich-Erzähler ist immer mit zahllosen Sprüngen zwischen den oben genannten beiden Zeitebenen verbunden. Mayta agiert meistens in der Ebene Vergangenheit. Vargas Llosa tritt notgedrungen in die Rolle des allwissenden Erzählers zurück. Der Roman teilt sich im Wesentlichen in jene Kapitel, die Maytas persönlichen Werdegang vor und nach den Ereignissen in Jauja beschreiben. Ist Mayta und der Roman bis zu Maytas Abreise nach Jauja eher statisch, wandelt sich seine Persönlichkeit und die Erzählweise danach stark. Obwohl sich Vargas Llosa der Rolle des allwissenden Erzählers bedient, wird die Wandlung nicht als Deutung des Erzählers, sondern als Schilderung seiner Zeitzeugen ausgeführt. Die Rolle des allwissenden Erzählers wird dann deutlich, wenn er die seitens der Zeugen bestrittene eigene Beteiligung am Aufstandsversuch anklingen lässt.

## Inhalt
Der Ich-Erzähler Vargas Llosa, ein bei der Bevölkerung Limas allseits bekannter und nicht ungern gesehener Schriftsteller, räumt am Romanende ein, dass er fast alles erfunden hat: den Schulkameraden Mayta, dessen kriminelle Verfehlungen und dessen Homosexualität. Aber im letzten Satz des Textes stellt Vargas Llosa unmissverständlich klar: Ein ganzes Jahr habe er mit seinen Erfindungen verbracht. Zweierlei sei allerdings keineswegs erfunden – der Anfang und das Ende. Darin werden die Müllkippen in den Außenbezirken Limas beschrieben, an deren Rändern Menschen in elenden, in einer Nacht fieberhaft zusammengezimmerten Behausungen vegetieren. Die wild wuchernden Müllkippen werden zum Symbol für den respektlosen Umgang der Peruaner mit ihrem paradiesisch schönen Land und der Verwahrlosung einer entwurzelten Gesellschaft. Das gesellschaftliche Umfeld Perus jener Jahre ist nicht erfunden.
Dem Aussehen nach sei der „Durchschnittsperuaner“ Mayta ein Mestize. Nach dem Tod seiner Mutter, einer Krankenschwester, wurde Mayta von seiner Tante erzogen. Der Vater verschwand bereits vor Maytas Geburt und spielte demzufolge keine Rolle bei seiner Erziehung; ein Schicksal, das er mit vielen Südamerikanern, nicht zuletzt mit dem Autor teilt. Als Kind besucht Mayta die katholische Schule der Salesianer Don Boscos in Lima. Anwalt wollte Mayta werden, um für Gerechtigkeit zu sorgen, ist es aber nie geworden. Nach einem Jahr des Studiums an der Nationaluniversität San Marcos verliert er die Hochachtung vor und das Interesse an Hochschullehrern, die ohne innere Überzeugung und Engagement in irgendwelchen „Nebenkriegsschauplätzen“ ihrer Fachgebiete verdorren und die Liebe zum Gegenstand ihres Wissensgebiets verlieren. Sein politisches Engagement ersetzt diese Leere nur unzureichend. Im Laufe dieses Prozesses wandelt sich Mayta zum atheistischen Trotzkisten, der bei seinen Propagandaaktionen mehrmals verhaftet wird, deshalb verschiedene Gefängnisaufenthalte übersteht, ohne in seiner Überzeugung zu schwanken.
Im Interviewstil befragt der Ich-Erzähler Menschen in Lima und in Jauja, die in Phasen Maytas fiktionalen Lebens eine Rolle gespielt haben: Dazu zählt die Tante, aber auch seine ehemaligen politischen Weggefährten, die sich in der Gegenwart von 1983 in der politischen und kulturellen Szene der peruanischen Hauptstadt etabliert haben – nicht als Trotzkisten oder als Revolutionäre, sondern als opportunistischer Senator, der dem ehemaligen Diktator zeitweilig Reden formuliert oder als opportunistischer Direktor des Kulturzentrums „Zentrum für Entwicklungsförderung“, der sich von Amerikanern, Russen, Chinesen und Westdeutschen fördern lässt, Stipendien beschafft und Studien in Auftrag gibt. Schon in seiner katholisch geprägten Kindheit hat Mayta Anstoß an der krassen Armut in seinem Land genommen und aus Sympathie mit den hungernden Armen über Wochen eine Art Hungerstreik durchgeführt, bis er nach einem Kollaps in eine Klinik eingeliefert wird. Auf diese Szene wird wiederholt Bezug genommen, um die Ernsthaftigkeit und individuelle Opferbereitschaft seines politisch-sozialen Engagements zu betonen. Mayta wird als jemand beschrieben, der im Unterschied zu seinen Zeitgenossen für sich keine bevorzugte Behandlung oder Versorgung beansprucht, sondern glaubhaft uneigennützig bereit ist, für seine Überzeugungen einzustehen. Die Konsequenz, mit der er seine Überzeugungen verfolgt, lässt ihn in immer kleinere politische Grüppchen der stets isolierten, in die Illegalität abgedrängten, politischen Linken Perus wechseln, um die Reinheit und Gradlinigkeit seiner Haltung unter Beweis zu stellen. Die Illegalität liefert diesen Gruppen regelmäßig den Vorwand, über den Stand der „revolutionären Situation“ in anderen Teilen der Welt, wie z. B. Ceylon zu philosophieren, statt sich mit der Alltagstauglichkeit ihrer fehlenden Rezepte zur Bekämpfung der Armut in ihrem eigenen Land zu beschäftigen. Von Maytas politischen Weggefährten wird er deshalb im Rückblick als Spalter mit Hang zur Häresie beschrieben. Bemerkenswert, wenn ein politischer Weggefährte, der die politische Theorie Lenins und Trotzkis als wissenschaftlich auffasst, einen Begriff der katholischen Glaubenslehre verwendet, um das abweichende Verhalten Maytas zu beschreiben!
Im siebten Kapitel wird Adelaida, die als junges Mädchen attraktive und allseits begehrte, erste Ehefrau des Berufsrevolutionärs Mayta, befragt. Adelaida ließ sich bei Beginn ihrer Schwangerschaft von Mayta scheiden, um einen früheren heißen Verehrer, den Postangestellten Don Juan Zárate zu heiraten, nachdem sie erkannt hatte, das ihr Ehegatte schwul war und beschlossen hatte, dass sie die Farce einer Ehe mit Kind nicht fortsetzen wolle. Die Heirat mit Zárate fand unter der Bedingung statt, dass dieser das Kind, das sie erwartete, als seines anerkannte. Die Farce ihrer zweiten Ehe stört sie offenbar nicht. Später, als Adelaidas und Maytas Sohn fast erwachsen ist, entdeckt der Sohn, dass sich Zárate eine Geliebte genommen hat. Um den verstörten Sohn an sich zu binden, setzt Adelaida ihn daraufhin über seine Herkunft ins Bild. Der Sohn versteht die Welt nicht mehr, gibt sein Pharmaziestudium auf, kehrt Lima den Rücken, um in Pucallpa oder auch in Yurimaguas in einem Sägewerk zu arbeiten.
In einer Reihe von Abschnitten beschäftigt sich der Roman ausgiebig mit der in der Gesellschaft Lateinamerikas wandelnden Rolle bzw. dem wandelnden Selbstbild der katholischen Kirche in Form von Interviews mit Vallejos Schwestern, die als Ordensschwestern in den Elendsvierteln Limas tätig sind. Stand die katholische Kirche in den 1950er Jahren noch klar an der Seite der Herrschenden, weil sie die gesellschaftliche Hierarchie als ein notwendiges Ordnungsprinzip betrachtete – bei dem die Reichen ihr fehlendes Gewissen damit betäuben, dass ihre Kinder ein Kind der Ärmeren (die Kinder der Armen, die Mayta das Lumpenproletariat nennt, können sich die Schule in der Regel gar nicht leisten, weil sie auf den Müllkippen nach Verwertbarem suchen, um zum Unterhalt ihrer Familien beizutragen) ihrer Schule „adoptierten“, dem sie am Geburtstag Kuchen und Süßigkeiten durch den Chauffeur liefern lassen (damit das Kind der Oligarchenfamilie nicht in die Niederungen, den Schmutz, die Krankheiten und die Kriminalität der Armutsviertel absteigen muss) – wandelt sich die Stellung der Kirche unter dem Einfluss der Befreiungstheologie zu einer „Kirche der Armen“, die sich selbst verletzlich macht. Der Autor beschäftigt sich in seinem Roman mit diesen Wandel kritisch und kommt zu dem Schluss, dass die herrschende Klasse ihre symbolische Hilfe für die Armen z. B. durch die Förderung einzelner Kinder unter dem Einfluss der Befreiungstheologie ersatzlos eingestellt hat. Nicht einmal der gönnerhafte Geburtstagskuchen oder das paternalistische Schulstipendium findet mehr statt. Die arme Mittelschicht – und mit ihr Mayta – träumt vergeblich von einer täglichen Dusche, in einem Land, in dem es als selbstverständlich gilt, z. B. in strahlend weißer Kleidung zur Schule zu erscheinen.
Maytas zunehmende politische und menschliche Isolation und scheinbare Ausweglosigkeit gipfelt in der Situation, als er nach Begegnung mit dem 20-jährigen parteilosen Alférez Vallejos – auch Leutnant Vallejos genannt – dem Gefängnisvorsteher von Jauja, sich von dessen optimistischer Revolutionseuphorie anstecken lässt und seiner insgesamt mit ihm sieben Männer umfassenden trotzkistischen Gruppe eine Beteiligung an dem subversiven Aufstandsversuch vorschlägt: Die Salonrevoluzzer, die vom Aufstand der Massen unter ihrer Führung und Planung seit Jahren geträumt haben, finden in der Kontaktaufnahme Maytas mit einer rivalisierenden kommunistischen Partei und in seiner Homosexualität den Vorwand, Mayta auszuschließen. In der zehnjährigen Mitgliedschaft Maytas zum trotzkistischen „Partido Obrero Revolutionario (Trotzkistas)“ war den übrigen sechs Mitgliedern Maytas Homosexualität sicher nicht verborgen geblieben. Doch ausgerechnet sein Freund Anatolio – Senator Campos –, der in der Nacht zuvor mit Mayta sein coming-out hatte, brachte seine sexuelle Orientierung zur Sprache. Vargas Llosa, der den Machismo in seinem Land vielfach kritisiert, führt dessen fragwürdige Wirkung in diesem Roman nicht in erster Linie an einer Frau, sondern an einem Homosexuellen vor. Im späteren Verlauf des Romans wird die Rolle Maytas als Homosexueller ein wenig abgeschwächt. Um die heuchlerische Haltung von Maytas Genossen weiter zu betonen, beschreibt der Autor, wie sie Mayta zwingen, seinen „freiwilligen“ Parteiaustritt in ihrem Parteiblättchen zu erklären. Der erfahrene Politiker Mayta ist allein. Das, was die anderen als spalterisch an ihm kritisieren und in Wirklichkeit ihre sektiererische Haltung dokumentiert, wird für Mayta zur Katharsis.
Ausgerechnet der plattfüßig watschelnde, 40-jährige Mayta – bisher bestenfalls ein „Revolutionär des Wortes“ – entschließt sich schließlich, sich als „Revolutionär ohne Partei“ (eine Figur, die in der Theorie ausgeschlossen ist, weil ein Revolutionär qua Definition nur als Angehöriger der revolutionären Avantgarde Revolutionär sein kann, weil er sonst ideologischer Diversant, Spalter ist) dem lebensgefährlichen Unternehmen seines Gesinnungsgenossen Vallejos anzuschließen, ein „Mann der Tat“ zu werden. Dazu beschafft er sich seinen ausstehenden Lohn, packt seinen Koffer, mit dem zwischen Wäsche, Medikamenten und Verbandszeug versteckten Maschinengewehr – einem Geschenk Vallejos'. Der bevorstehende Kampf kann blutig werden. Diese Vorbereitungen machen dem Leser deutlich, Mayta ist sich des Ernstes, des Bruchs mit zwanzig Jahren subversiven politischen Lebens und der Endgültigkeit dieses Schritts bewusst. Mit dem Verlassen der Küstenstadt Lima – der wirtschaftlichen und kulturellen Metropole seines Landes, die zum Symbol für die Stagnation des Landes wird – bricht Mayta in ein neues, dynamisches Leben auf. Jauja – die Provinzhauptstadt in über 3.300 m Höhe der Anden und ein Schauplatz des geplanten Aufstandes – wird zur Metapher der sprunghaften Entwicklung Maytas. Als retardierendes Element wird dieser Umbruch in ein neues Leben auch noch einmal unterstrichen durch eine Begegnung mit Adelaida. Er will den gemeinsamen Sohn vor seiner Abreise einmal sehen, was Adelaida ihm jedoch verweigert.
In Jauja übernachtet Mayta auf dem Barbiersessel des Friseurs Don Ezequiel – eines Mitverschworenen wider Willen. Der zur Übernachtung hochgradig unbequeme Babiersessel wird zur Metapher für Maytas Opferbereitschaft, so wie auch seine wiederkehrende Höhenkrankheit in der dünnen Luft des Hochlands eine Metapher darstellt. Doch im Interesse des revolutionären Kampfes steckt er alle Widrigkeiten weg. Professor Ubilluz und Leutnant Vallejos sind die eigentlichen Drahtzieher des Aufstandes. Leutnant Vallejos muss den Zeitpunkt des Aufstandsbeginns um vier Tage vorverlegen, weil seine vorgesetzte Behörde in Huancayo ihn wegen Teilnahme an einer Demonstration vorgeladen hat. Somit gibt er ungewollt einigen Wankelmütigen einen handfesten Grund zum Fernbleiben – auch Professors Ubilluz, der im Interview seine Rolle an der politischen Bildung Vallejos betont – und sich dann ausgerechnet kurz vor Beginn des Aufstands mit seinem LKW absetzt! Das Kommandounternehmen wird trotzdem gestartet. Da die angekündigten Mineros und Campesinos – Symbole der Massenbeteiligung, von denen Maytas Genossen träumten, denn sie mussten ihr Parteiorgan vor den Fabriktoren verschenken – nicht erscheinen, bewaffnet der Alférez sieben von der revolutionären Idee begeisterte Jugendliche aus Jauja. Diese Schüler des Colegio San José (spanisch = Heiliger Josef) in Jauja werden als Josefinos bezeichnet. Der Aufstand beginnt mit der Inhaftierung der Gefängnis-Wachmannschaft und der Befreiung zweier politischer Häftlinge. Diese – Condori und Zenón Gonzalez – stoßen zu dem Häuflein Revolutionäre. Zusammen sind sie schließlich elf Personen – mehr als die selbsternannte trotzkistische Avantgarde, die sich durch Maytas Ausschluss auf sechs reduziert hat. Das Polizeirevier und der Posten der Guardia Civil werden besetzt, ihre Mannschaften entwaffnet und ebenfalls eingesperrt. Um den Inhaftierten die Anforderung von Verstärkung zu erschweren, wird das Telegrafenamt demoliert. Unter Hochrufen auf Peru und die Revolution werden zwei Banken in Jauja ausgeraubt. Im Hochgefühl ihres schnellen Erfolgs paradieren die Handvoll Revolutionäre über die plaza de armas (spanisch = Waffenplatz), wobei die Josefinos in die Luft schießen. Bemerkenswert, dass diese Aufständischen die „Internationale“ noch nicht beherrschen und deshalb u. a. die Nationalhymne singen. Rebellen, die gegen die Einheit des Landes kämpften, hätten sicher eine entsprechende „Regionalhymne“. Ihr Aufstand fordert in Jauja keine Toten oder Verletzten, hat aber auch kein wirkliches politisches Programm.
Nach dem skurrilen Banküberfall, der Enteignung der „Imperialisten“, wollen sich die Revolutionäre mit den erbeuteten Waffen den aufständischen Comuneros in der Selva von Uchubamba anschließen. Bereits das Verlassen von Jauja ohne den Telegrafen am Bahnhof zu zerstören, gefährdet den ursprünglichen Plan. Als die gekaperten Taxis dann auf dem Weg zum verabredeten Treffpunkt mit den erhofften Nachzüglern in Quero von der Fahrbahn abkommen, verlieren sie weitere kostbare Zeit gegenüber ihren Verfolgern. Sie versäumen die Sprengung einer wichtigen Brücke, was ihnen gegenüber ihren Verfolgern den notwendigen Vorsprung gesichert hätte. Die Brücke kann als Symbol der Verbindung mit der Außenwelt, bildlich als schmerzhafter Weg zurück gedeutet werden. Hier brechen Rebellen keineswegs alle Brücken hinter sich ab. Der Abstieg in die Selva von Uchubamba kann ebenfalls emblematisch gedeutet werden: Der Höhepunkt ist überschritten.
Nachdem sich der im Gefängnis eingesperrte Teniente Dongo befreit hat, kabelt er nach Huancayo um Beistand. Die motorisierte Kampftruppe unter Teniente Silva und dem aus dem Vargas Llosa-Roman „Das grüne Haus“ bereits bekannten Serganten Lituma, inzwischen zum Korporal avanciert, der auch im Roman „Tod in den Anden“ noch einmal wiederkehrt, nimmt die Verfolgung auf und kann dank der nicht gesprengte Brücke die Schlucht passieren. Zwar gelingt den Aufständischen noch die Anmietung von Lasttieren und die Flucht aus Quero, doch im Tal von Huayjaco beginnt eine Schießerei, bei der Condori und Vallejos getroffen werden und sterben. Den Gefangenen werden die Schnürsenkel weggenommen, um sie an einer Flucht zu hindern. Nur zwei Josefinos können vor der Gefangennahme entkommen. Knapp zwölf Stunden hat die Revolution gedauert. Maytas frühere Genossen haben sich eiligst vom Aufstand als „kleinbürgerliches Abenteuer“ distanziert. Offenbar hatten die (neben Mayta) ursprünglich bestimmten zwei anderen politischen Weggefährten, die sich von Jauja und Vallejos einen Eindruck verschaffen sollen, nicht einmal geschafft, die legendäre Eisenbahn oder ein anderes Fahrzeug zu besteigen, um sich einen eigenen Eindruck von der Situation im ca. 300 km entfernten Jauja zu verschaffen, bevor sie zu ihrem Urteil gelangen.
Die Josefinos werden ihren Eltern nach wenigen Stunden der Befragung in den Hausarrest übergeben . Mayta und Zenón Gonzalez sitzen ein paar Jahre in Lima im Gefängnis. Von Maytas früheren Genossen lässt sich in dieser Zeit erwartungsgemäß keiner blicken, um ihn im Gefängnis zu besuchen. Anlässlich der Amtseinführung eines neuen Präsidenten werden beide amnestiert. Der Sozialismus wurde in Peru nicht eingeführt.
Mayta wird noch zwei Mal eingekerkert. Gegen Ende seines Romans will der Erzähler ihn im Gefängnis Lurigancho besuchen, erfährt dort jedoch von seiner Freilassung einen Monat zuvor und nimmt die Spur zu seiner aktuellen Adresse auf. Reue zeigt der zirka 65-jährige, kränkelnde Mayta, der in Lima in einer Eisdiele arbeitet, nicht. Mayta hat noch einmal geheiratet. Das Paar hat mehrere Kinder. Mayta wurde für seine vorgebliche Beteiligung an einem Banküberfall mit Entführung und anschließendem Tod der Geisel 1963 verurteilt und erneut eingesperrt. Er bestreitet jedoch erfolglos seine Mitwirkung. Mehrfach ist die Rede von erfolgreicheren Revolutionären, deren Aufstand weitaus blutiger verlief: die Kubanische Revolution und auch Lenin werden an etlichen Stellen diskutiert. Diverse politische Gruppierungen Perus, wie z. B. die Apristen oder auch die peruanische Partei Acción Popular, die der bitterarmen Bevölkerung Landreform, Bildung etc. versprechen, ändern an der hoffnungslosen Situation der Armen nichts. Im Gegenteil: Die vielen Aufstände, Putsche und Umsturzversuche töten nicht nur eine große Zahl von Menschen, sie lassen Felder unbearbeitet, zerstören Häuser und Fahrzeuge, lassen ganze Landstriche verarmen, führen zu Versorgungsmängeln selbst für die relativ Wohlhabenden z. B. in Jauja und bewirken die Auswanderung großer Bevölkerungsteile nach Venezuela, Mexiko, Florida etc.
Im letzten Dialog zwischen dem Ich-Erzähler und dem realen Mayta deutet dieser an, dass er zur Unterstützung des Aufstandsversuchs Hugo Blancos gemeinsam mit früheren Genossen zwei erfolgreiche Banküberfälle durchgeführt hat, die zufällig gleichzeitig mit jenem stattgefunden haben, für den er verurteilt wurde. Aufgrund eines anonymen Hinweises verdächtigte die Polizei den vorbestraften Mayta, der wegen seiner Beteiligung an den realen Banküberfällen kein Alibi vorweisen kann, ohne seine ehemaligen Genossen zu verraten. Doch die Beute der Banküberfälle gelangt nie, wie verabredet, zu den Aufständischen, sondern die vorgeblichen Gesinnungsfreunde teilen sich diese privat. Mayta deutet an, dass der Tipp an die Polizei vermutlich ganz gezielt aus diesem Grund von seinen Miträubern kam, um die Privatisierung der Beute zu ermöglichen. Der lebenslang gradlinige Mayta, der seine früheren Gesinnungsgenossen nicht verrät, verliert am Ende seinen politischen Antrieb: „Ich kannte niemand und ich interessiere mich nicht mehr für Politik.“ Verrat an den eigenen Überzeugungen als Tiefpunkt. Im Rückblick auf das herausragende Ereignis seiner Aufstandsbeteiligung sagt er: „Wahrscheinlich bin ich nie so glücklich gewesen wie in diesem Augenblick.“

## Deutung
Bemerkenswert, wie der Autor auch die fragwürdige Rolle des lateinamerikanischen Militärs als kriegsuntauglich, als Repressionselement der Bourgeoisie, in den Roman verwebt: Die Bourgeoisie in Lima orientiert sich mehr an Europa und Miami als an der Puna und der Selva, den armen peruanischen Landesteilen, die so viel näher sind. Der fiktive militärische Konflikt mit bolivianisch-kubanischen Streitkräften, bei dem die peruanischen Militärs nach kurzer Zeit besorgt vor die Kameras treten, der Verweis, dass sie seit dem Salpeterkrieg gegen Chile nicht mehr gegen eine fremde Armee gekämpft haben, gehört ebenso in diese Kategorie, wie die Beschreibung der US-Marines als allseits ungeliebter fiktiver Interventionstruppe. Chile, Peru, Bolivien, Ecuador, Kolumbien und Venezuela pflegen, ebenso wie Argentinien, den Mythos ihrer militärischen Helden aus den Befreiungskriegen gegen Spanien als national einendes Element. Dieser nationale Mythos wird durch das fiktive Szenario einer erfolgreichen bolivianisch-kubanischen Intervention persifliert.
Obwohl der Roman nahezu alle erdenklichen lateinamerikanischen politischen Parteien, Aufstandsbewegungen und -personen verwebt, werden auffälligerweise zwei wichtige Zeitgenossen im Roman mit keinem Wort erwähnt: Der in den 1980er Jahren in Peru tobende Sendero Luminoso und der Argentinier Che Guevara, der als Referenz für die gesamte Linke Lateinamerikas und Afrikas, ja weltweit diente. Guevara war Ende der 1970er und Anfang der 1980er Jahre bei der Linken insbesondere Lateinamerikas hoch in Kurs, als die Revolution in Nicaragua über Somoza 1979 nach dem Vorbild von Guevara zusammen mit den Castro-Brüdern 1958 auf Kuba über Batista siegte. Guevara ließ sich, wie Mayta, als junger Mann von der extremen Armut beeindrucken und beschloss, dagegen etwas Wirksames zu unternehmen. Wie Mayta trieb sich Guevara nicht in großen Parteien oder Gewerkschaften herum, versuchte nicht durch seine berufliche Praxis für Gerechtigkeit zu sorgen, sondern bevorzugte kleine clandestine Gruppen. Wie Guevara betrachtete sich Mayta als Berufsrevolutionär, hatte das Hochgebirge der Anden und die bitterarmen, unhygienischen Existenzbedingungen seiner Einwohner kennengelernt. Doch damit enden die Gemeinsamkeiten der beiden Revolutionäre: Während Guevara jedoch den Kontinent zwischen Argentinien und Mexiko bereiste, blieb Mayta nur in Peru. Anders als Mayta beendet Guevara seinen politischen Kampf nicht als Sektierer einer winzigen Splittergruppe, sondern als Mythos des militärischen Kampfes, genau jenes gewalttätigen Mythos, den Vargas Llosa in seinem Roman hinterfragt: Guevaras Motto „Schafft ein, zwei, viele Vietnams“. Zwar wurde Guevara für seine Entschlossenheit und Gradlinigkeit, seine Aufopferungsbereitschaft bewundert. Doch anders als Guevara besaß Mayta keine militärische Ausbildung. Während Mayta seine Gegner auffordert, sich zu ergeben, damit er nicht auf sie schießen muss, entschied sich Guevara klar für das Töten, predigte den Hass. Mayta bricht – anders als Guevara – nicht alle Brücken hinter sich ab. Während Guevaras revolutionärer Weg mit seiner Festnahme und Exekution durch das bolivianische Militär in der Selva bei La Higuera endete, wurde Mayta lebendig gefangen genommen und nach wenigen Jahren amnestiert. Man könnte Mayta vielleicht zu Vargas Llosas literarischer Fiktiv-Guevara-Biographie deuten. Welche Ironie des Autors, bedenkt man, dass Guevara glühender Anhänger Stalins war, der den Auftrag zur Ermordung seines Rivalen Leo Trotzki im mexikanischen Exil erteilte. Vielleicht hat Maytas Geschichte deshalb streckenweise Anklänge an eine Satire.
Vargas Llosa stellt mit seinem streckenweise trocken beschreibenden, streckenweise satirisch-skurrilen Roman die Mythen der Linken wie Rechten in Frage.

## Zitate
- „In einem Roman gibt es immer mehr Lügen als Wahrheiten.“[21]
- Gefragt, weshalb er so pedantisch vor Ort recherchiere, erwidert der Autor: „Um mit Sachkenntnis zu lügen.“[22]
- Mayta über die abtrünnigen Revoluzzer: „Die Aktion trennt die Spreu vom Weizen.“[23]

## Selbstzeugnisse
- Vargas Llosa teilt im Text mit, wie er auf den Stoff gestoßen ist. In Paris ging aus einer kurzen Zeitungsmeldung hervor, dass Maytas „Aufstandsversuch“ in Peru gescheitert sei.[24]
- Der Autor nennt den Roman „ein politisches Buch“.[25]

## Rezeption
Als Vargas Llosa den Text Anfang der 1980er Jahre schrieb, habe er – wie jeder Schriftsteller – gewusst, dass er politische Abläufe kaum beeinflussen könne. Doch die Beunruhigung über die Entwicklungen in Peru – siehe zum Beispiel die Aktivitäten des „Leuchtenden Pfades“ – sei einer der Schreibantriebe gewesen. Scheerer und Lentzen lesen das Buch als Abrechnung mit den lateinamerikanischen Linken. Vargas Llosa wolle in dem Roman, wie auch im „Krieg am Ende der Welt“, artikulieren, Sozialismus und Christentum hätten den Lateinamerikanern nicht nur Gutes gebracht.

### Verwendete Ausgabe
- Maytas Geschichte. Roman. Aus dem Spanischen von Elke Wehr. Suhrkamp, Frankfurt am Main 1986 (1. Taschenbuch-Aufl. (st 1605) 1989), ISBN 3-518-38105-9

### Sekundärliteratur
- Thomas M. Scheerer: Mario Vargas Llosa. Leben und Werk. Suhrkamp, Frankfurt am Main 1991, ISBN 3-518-38289-6
- Norbert Lentzen: Literatur und Gesellschaft: Studien zum Verhältnis zwischen Realität und Fiktion in den Romanen Mario Vargas Llosas. Romanistischer Verlag, Bonn 1994 (Diss. RWTH Aachen 1994), ISBN 3-86143-053-3
- Wolfgang Binder: S. 25–26 in: »Die Hälfte der Nacht wiegt schwerer als ihr Schweigen«. Vermischte Schriften: Rezensionen und Nachworte zu Literatur aus den USA, Lateinamerika und der Karibik. Mit einem Vorwort von Holger Jergius (Studien zur »Neuen Welt«; 5). Königshausen & Neumann, Würzburg 1998, ISBN 3-8260-1446-4